# Chlorantraniliprole
Le chlorantraniliprole  est une substance active de produit phytosanitaire ; c'est la première molécule de la famille chimique des diamides anthraniliques mise sur le marché, qui présente un puissant effet insecticide et acaricide.
Il a été approuvé par la commission Européenne malgré les lacunes notamment identifiées par l'Autorité européenne de sécurité des aliments (AESA) dans son « projet de rapport d'évaluation » (DAR) relatif à ses impacts potentiels sur les pollinisateurs. Une étude récente (2019), postérieure à son autorisation, a confirmé des symptômes sublétaux et mortels chez l'abeille domestique.

## Mode d'action
Son mode d'action consiste à surstimuler les muscles des insectes en déclenchant l'activation des récepteurs de ryanodine. Cette altération de la régulation musculaire épuise les réserves de calcium présent dans les fibres musculaires et conduit à la paralysie, puis à la mort de l'insecte.
Ce pesticide (insecticide/acaricide) a rapidement été très utilisé, dont en France ; ainsi en 2016,  environ 18 tonnes ont été vendues en France, soit respectivement ~1.7, 2, 3 et 7 fois plus que la pymétrozine, l'indoxacarbe, le fénoxycarbe et l'émamectine, 4 molécules en tête des ventes pour les familles des pyridines, oxadiazines, carbamates et avermectines). Il a aussi été commercialisé environ respectivement 15, 10 et 9 fois moins que l'imidaclopride, la cyperméthrine et le chlorpyriphos-ethyl (produits alors les plus vendus parmi les insecticides néonicotinoïdes, pyréthrinoïdes et organophosphorés) . 

## Cibles agronomiques
Cet insecticide est vendu comme efficace notamment sur les lépidoptères des cultures fruitières et légumières, contre l'eudémis et la cochylis sur la vigne, contre la pyrale du maïs, et contre le doryphore sur pomme de terre, tomate et aubergine.

## Ecotoxicité
Depuis l'autorisation de mise sur le marché de ce produit, des études in vitro et des études comportementales faites sur l'abeille domestique ont montré que le chlorantraniliprole induit :
- « l'ouverture anarchique des canaux ioniques (les récepteurs à la ryanodine, RyR), qui sont responsables de la libération de calcium dans le cytoplasme des cellules musculaires d'abeille, provoquant ainsi leur contraction »[2] ;
- un blocage des « flux calciques aux travers des canaux calciques voltage-dépendant membranaires (CaV) responsables de l'activité électrique des cellules musculaires et des neurones »[2] ;
- une toxicité de contact :

- une dose unique sublétale aigüe (simplement appliquée sur la partie dorsale du thorax) provoque sur l'abeille « des effets débilitants qui se traduisent notamment par des déficits locomoteurs durables (plus de 24h). Malgré une relative rémission à 48h, les abeilles présentent les signes d'une rechute sévère 7 jours après exposition » ;
- la dose sublétale par contact sur le thorax se montre en outre mortelle sur d'autres parties du corps, ce qui pose selon les auteurs de l'étude « la question de la validité des tests OCDE classiques pour évaluer cette nouvelle classe d'insecticides ».